# George Frederick Boyle

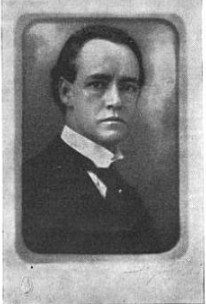
Boyle omstreeks 1910

George Frederick Boyle (Sydney, 29 juni 1886 – Philadelphia, 20 juni 1948) was een Australisch-Amerikaans componist en pianist.

## Biografie
De ouders van Boyle waren beroepsmusici en onderkenden zijn talent al heel vroeg. Als wonderkind reisde hij heel Australië en Nieuw-Zeeland door en gaf in alle grote steden pianorecitals.
Op advies van Paderewski studeerde Boyle van 1905 tot 1910 in Berlijn bij Ferruccio Busoni en vestigde zich daarna definitief in de VS. Eerst als leraar piano aan het Peabody Conservatory of Music in Baltimore van 1910 tot 1922, vervolgens aan het Curtis Institute of Music van 1922 tot 1940 en het Institute of Musical Art (tegenwoordig Juilliard School) in New York van 1923 tot 1940. Boyle verzorgde daar onder meer de Amerikaanse première van Debussy’s Préludes.
Boyle is uiteindelijk een voetnoot geworden in de biografieën van zijn beroemde leerlingen Aaron Copland en Samuel Barber. Boyle is twee keer getrouwd en twee keer gescheiden geweest. Hij stierf in Philadelphia in 1948 op 61-jarige leeftijd.

## Muziek
De stijl van Boyle is laatromantisch. Kenmerkend voor zijn muziek is een frequente veranderingen van tempo, toonsoort en stemming, het gebruik van een uitgebreide chromatiek en virtuoze cadensen en een veelvuldig gebruik van hemiolen.
Boyle heeft niet veel geschreven; een opera getiteld The Black Rose; negen orkestwerken, waaronder een "symfonische fantasie", een balletsuite, een vioolconcert en een celloconcert, twee cantates, dertig liederen, acht kamermuziek werken, meer dan 70 pianostukken en een pianoconcert in d klein.
Dat pianoconcert in d klein heeft Boyle voltooid in 1911 en werd voor het eerst uitgevoerd op 29 september 1911 op het Worcester Festival in Massachusetts, door Ernest Hutcheson met het Boston Symfonieorkest onder leiding van Gustaaf Strube. Hutcheson voerde het concert vervolgens vier keer uit in februari en maart 1912 met het New York Philharmonic. De Australische première van het pianoconcert was in Sydney in november 1913 en werd uitgevoerd door Edith Kilminster onder leiding van Alfred Hill. Het stuk kreeg een goede recensie. Boyle maakte ook een versie voor twee piano's, die in 1912 door Schirmer in New York werd gepubliceerd. Het werk is opgedragen aan Harold Randolph, de toenmalige directeur van Peabody.